# Vîsoke, Mîhailivka
Vîsoke (în ucraineană Високе, în germană Hochstädt) este localitatea de reședință a comunei Vîsoke din raionul Mîhailivka, regiunea Zaporijjea, Ucraina. Satul a fost locuit de germanii pontici.  

## Demografie
Componența lingvistică a localității Vîsoke
     Ucraineană (78,82%)
     Rusă (20,77%)
     Alte limbi (0,41%)
Conform recensământului din 2001, majoritatea populației localității Vîsoke era vorbitoare de ucraineană (78,82%), existând în minoritate și vorbitori de rusă (20,77%).